# Vic Hayes
Victor Hayes (Surabaya, 31 luglio 1941) è un ingegnere e ricercatore olandese presso l'Università tecnica di Delft.
Il suo ruolo nello stabilire e presiedere il gruppo di lavoro IEEE 802.11 Standard per la Wireless Local Area Networks lo ha portato ad essere indicato da alcuni come il "Padre del Wi-Fi".

## Premi ed onorificenze
Ha ricevuto premi:
- 1998: IEEE Standards Association's Standards Medallion “per l'internazionalizzazione del IEEE 802.11 standard”.[4][5]
- 2000: IEEE Leadership Award “per 10 anni di leadership e straordinaria dedizione come proprietario del IEEE 802.11 Wireless LAN Working Group”.[5][6]
- 2001: IEEE Computer Society's Hans Karlsson Standards Award.[7][8]
- 2002: Wi-Fi Alliance Leadership Award “in riconoscenza dell'eccezionale leadership del Comitato di Regolamentazione del Wi-Fi Alliance”.[5]
- 2003: Wi-Fi Alliance Leadership Award “per l'eccezionale leadership come presiedo regolamentativo e il continuo supporto del Wi-Fi Alliance”.[5]
- 2004: Innovation Award nella categoria comunicazioni per il The Economist.[9]
- 2004: Vosko Trophy for Business and Innovation dal Vosko Networking.[5][10]
- 2007: IEEE Charles Proteus Steinmetz Award.[11]
- 2012: George R. Stibitz Computer & Communications Pioneer Award[12]
- 2013: Introdotto nel IT Hall of Fame[13]
- 2013: Lovie Lifetime Achievement Award[14]

## Pubblicazioni
- (EN) Wolter Lemstra e Vic Hayes, License-exempt: Wi-Fi complement to 3G, in Telematics and Informatics, vol. 26, n. 3, agosto 2009,  pp. 227-239.
- (EN) Vic Hayes e Wolter Lemstra, Licence‐exempt: the emergence of Wi‐Fi, in info, vol. 11, n. 5, 14 agosto 2009,  pp. 57-71.

## Contributi
- The IEEE 802.11 handbook: a designer's companion; Bob O'Hara, Al Petrick, 2004. Foreword by Vic Hayes. ISBN 0-7381-4449-5
- The Innovation Journey of Wi-Fi: The Road Toward Global Success; Wolter Lemstra, Vic Hayes, John Groenewegen (eds), 2010. ISBN 0-521-19971-9